# William Birrell
William „Billy“ Birrell (* 13. März 1897 in Cellardyke; † 29. November 1968) war ein schottischer Fußballspieler und Fußballtrainer.

## Karriere
Als Spieler war Birrell bei den Raith Rovers und den FC Middlesbrough unter Vertrag. Birrell beendet seine Fußballerkarriere 1927. Von 1927 bis 1930 war er Trainer von den Raith Rovers. Von 1930 an trainierte er den AFC Bournemouth. Birrel war anschließend im Jahr 1935 bei den Queens Park Rangers unter Vertrag. Noch vor dem Ausbruch des Zweiten Weltkriegs bekam er ein Angebot des FC Chelsea, welches er auch annahm. Bei Chelsea blieb er noch sieben Jahre nach Ende des großen Krieges, um dann endgültig seine Karriere als Trainer zu beenden.